# NGC 246
Az NGC 246 (más néven Caldwell 56) egy planetáris köd a Cetus (Cet) csillagképben.

## Felfedezése
A ködöt William Herschel német-angol csillagász fedezte fel 1785. november 27-én.

## Tudományos adatok
Egy tipikus planetáris köd. Kialakulásáról bővebben a planetáris köd szócikkben.
A köd 39 km/s sebességgel távolodik tőlünk.

## Megfigyelési lehetőség
Akár egy binokulárral is megfigyelhető.